# Springfield (Missouri)
Springfield is een plaats (city) in de Amerikaanse staat Missouri, en valt bestuurlijk gezien onder Christian County en Greene County.

## Demografie
Bij de volkstelling in 2000 werd het aantal inwoners vastgesteld op 151.580.
In 2006 is het aantal inwoners door het United States Census Bureau geschat op 150.797, een daling van 783 (-0,5%).

## Geboren in Springfield
- Kathleen Turner (1954), actrice
- Lucas Grabeel (1984), acteur

## Overleden
- John Gotti (1940-2002), crimineel
- Conway Twitty (1933-1993), countryzanger

## Geografie
Volgens het United States Census Bureau beslaat de plaats een oppervlakte van
191,2 km², waarvan 189,5 km² land en 1,7 km² water. Springfield ligt op ongeveer 396 m boven zeeniveau.

## Plaatsen in de nabije omgeving
De onderstaande figuur toont nabijgelegen plaatsen in een straal van 20 km rond Springfield.